# Jefferson F. Long

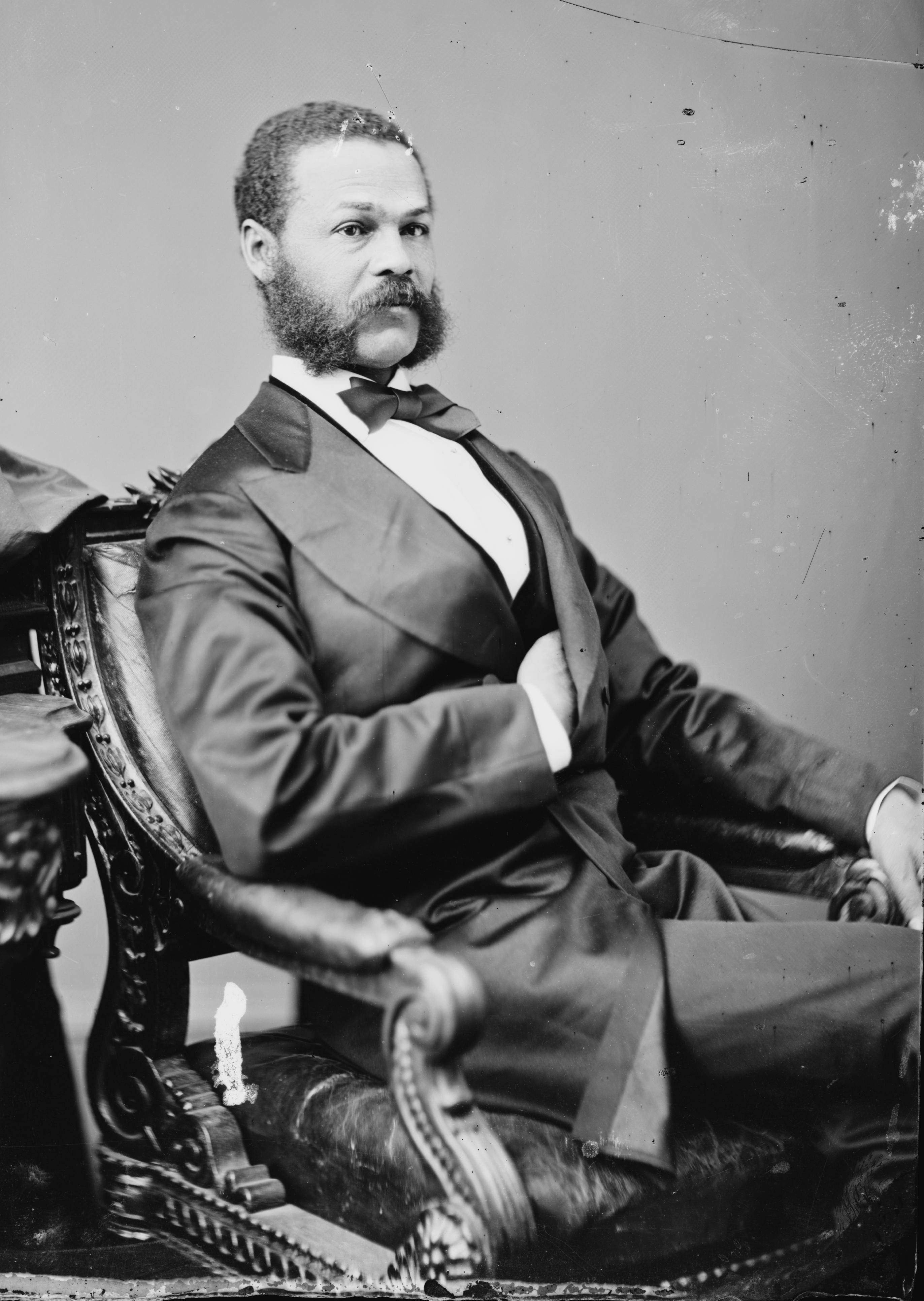
Jefferson F. Long

Jefferson Franklin Long (* 3. März 1836 bei Knoxville, Crawford County, Georgia; † 4. Februar 1901 in Macon, Georgia) war ein US-amerikanischer Politiker. Zwischen 1870 und 1871 vertrat er den Bundesstaat Georgia im US-Repräsentantenhaus.

## Werdegang
Jefferson Long wurde 1836 nahe Knoxville als Sklave geboren. In den Jahren vor dem Bürgerkrieg wuchs er in der Sklaverei auf. Er hat sich selbst unterrichtet und wurde nach dem Bürgerkrieg sowie der Abschaffung der Sklaverei Mitglied der Republikanischen Partei. Beruflich arbeitete er als Schneider in Macon.
Nachdem dem 1868 gewählten Kongressabgeordneten Samuel F. Gove der Sitz im Kongress verweigert worden war, wurde Long im vierten Wahlbezirk von Georgia bei der fälligen Nachwahl als dessen Nachfolger in das US-Repräsentantenhaus in Washington, D.C. gewählt, wo er am 22. Dezember 1870 sein neues Mandat antrat. Er war einer der ersten Afroamerikaner, die den Staat Georgia im Kongress vertraten. Da er bei den regulären Wahlen des Jahres 1870 auf eine erneute Kandidatur verzichtete, konnte er bis zum 3. März 1871 nur die laufende Legislaturperiode im Kongress beenden.
Nach seinem Ausscheiden aus dem US-Repräsentantenhaus arbeitete Long wieder in seinem alten Beruf in Macon. Im Juni 1880 war er Delegierter zur Republican National Convention in Chicago, auf der James A. Garfield als Präsidentschaftskandidat nominiert wurde. Er starb am 4. Februar 1901 in seiner Heimatstadt Macon.